# Gula gubben
Ulf Hans Peter "Geta" Lööf, född den 18 februari 1958 i Skövde, är en svensk komiker från Varberg. Hans ursprungliga tilltalsnamn är Peter, men i nittonårsåldern började ha kallas "Geta" av sina vänner, efter ett barnprogram. Sedan en tid tillbaka är han nu istället folkbokförd med Geta som tilltalsnamn. Han är mest känd för sina framträdanden som "Gula gubben", iklädd gul träningsoverall på diverse festivaler.
Geta Lööf är bördig från Ulvåker i Västergötland, har sjungit och spelat in några musikalbum samt skrivit några diktböcker. Han är även sportintresserad, och åren 1990–1992 var han ordförande i Hallands Innebandyförbund.

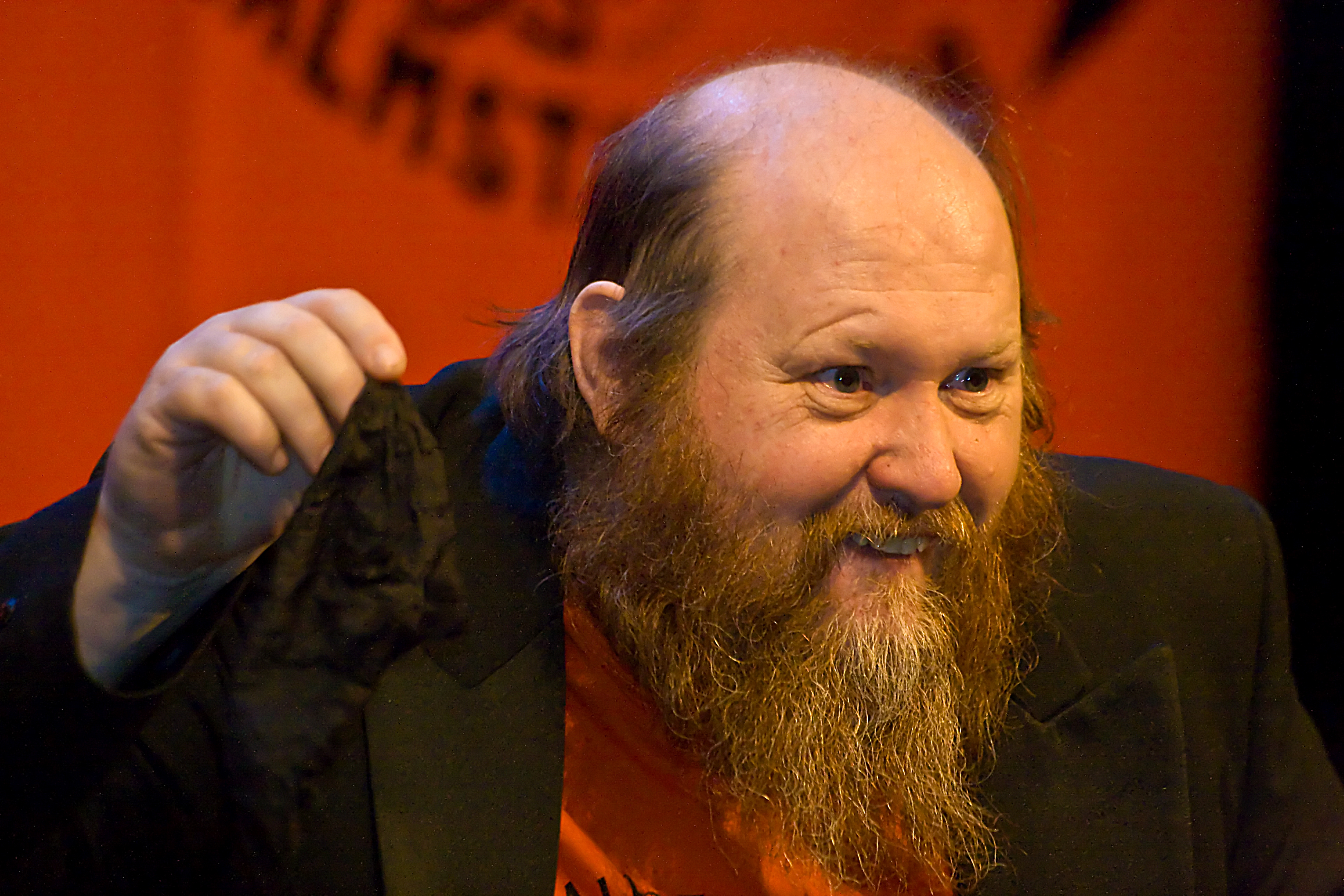
Geta Lööf på Poetry Slam-SM 2008 i Halmstad.

Lööf är estradpoet och tävlar regelbundet i poetry slam, där han flera gånger utsetts till svensk mästare, i olika grenar. Han uppträder också som diskjockey och spelar då vinylskivor från sin skivsamling.
Tillsammans med Bertil Johansson drev Lööf 1993–2009 den Varberg-baserade butiken Vevgrammofonen, som sålde begagnade vinylskivor.
Lööf ställde upp i TV4:s underhållningsprogram Talang 2010, men blev utslagen redan i audition, där Bert Karlsson var den enda av de tre domarna som ville låta honom gå vidare.